# Yi Jing (Mönch)

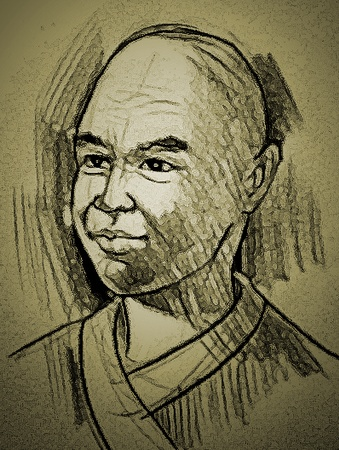
Yi Jing

Yì Jìng, historische Romanisierung I-Tsing, (chinesisch 義淨 / 义淨, Pinyin Yì Jìng, IPA: [˧˩ji ˩˧tɕiŋ], Name mit Titel 三藏法師義淨 / 三藏法师义淨,  Sānzàng Fǎshī Yì Jìng – „wörtl. Yi Jing – Buddhistischer Meister der Tripiṭaka“; * 635; † 713) war ein buddhistischer Mönch, der zur Zeit der Tang-Dynastie lebte. Sein eigentlicher Name war Zhāng Wénmíng (張文明 / 张文明).
Er bereiste in 25 Jahren mehr als 30 Länder, sammelte über 500.000 buddhistische Verse in Sanskrit und übersetzte 61 Manuskripte in die chinesische Sprache. Seinen Reiseberichten verdankt die Nachwelt Informationen über das alte Srivijaya-Reich.
Zu seinen berühmtesten Schriften gehören das Nanhai jigui neifa zhuan (南海寄歸內法傳,  Nánhǎi jìguī nèifǎ zhuàn,  Nan-hai chi-kuei nei-fa ch'uan) und das Datang xiyu qiufa gaoseng zhuan (大唐西域求法高僧傳,  Dàtáng xīyù qiúfǎ gāosēng zhuàn,  Ta-t'ang hsi-yü ch'iu-fa kao-seng chuan).

## Seine Reise nach Indien

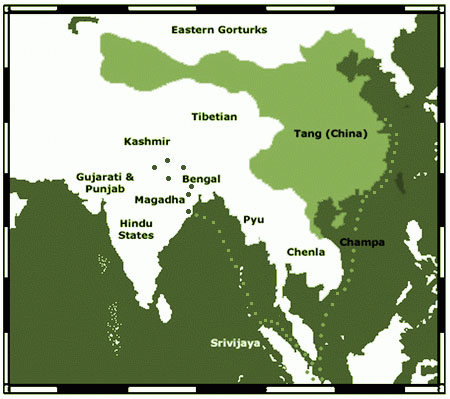
Ungefähre Reiseroute von Yì Jìng

Zhāng Wénmíng wurde im Alter von 14 Jahren Mönch und war ein Bewunderer von Faxian und Xuanzang, die beide Indien bereisten. Er entschloss sich Nalanda zu besuchen, um den Buddhismus in seinem Ursprungsland zu studieren, und wurde dabei von einem Mann namens Fong finanziert. Vor seiner Abreise besuchte er das Grab seines Lehrers und verabschiedete sich von seiner Familie.
Im Jahr 671 bestieg Yì Jìng in Guangzhou ein persisches Handelsschiff, welches nach 20 Tagen Fahrt über Annam die Küste von Sumatra, damals Teil des Srivijaya-Reiches, erreichte. Im Bhoga verbrachte er zwei Monate, lernte Malaiisch und studierte die Grammatik des Sanskrit. Seine Reise führte ihn weiter in Länder, die er in seinen Aufzeichnungen als Malayu und Kiteh (Kedah) benannte. Anschließend segelte er weiter zu dem „Land der nackten Menschen“, den Nikobaren, das er nach etwa zehn Tagen im Jahr 673 erreichte. Nach zwei Wochen kam er nach Tamralipti an der indischen Ostküste, wo er einen Mönch aus seiner Heimat traf. Nach mehreren Monaten Studium in einem der Klöster schlossen sie sich einer Gruppe von Händlern an und zogen weiter nach Magadha. Auf der Reise wurde er krank und blieb zurück. Banditen hatten die Kleidung des Mönches gestohlen, nachdem sie nichts von Wert bei ihm fanden. Nach einigen Tagen erreichte er schließlich sein Ziel und blieb über 10 Jahre in Nalanda.
Auf dem Weg zurück nach China stoppte er im Jahr 687 noch einmal in dem Srivijaya-Reich. Zu dieser Zeit war die Hauptstadt Palembang ein Zentrum des Buddhismus, wo sich viele ausländische Gelehrte versammelten. Er blieb zwei Jahre und verbrachte seine Zeit mit dem Übersetzen der gesammelten Sanskritverse. Weil zu dieser Zeit in Srivijaya Papier und Tinte unbekannt waren, begab er sich 689 nach Guangzhou, kehrte aber im selben Jahr zurück. Im Jahr 695 reiste Yi Jing wieder in seine Heimat und wurde in Luoyang von der Kaiserin Wu Zetian empfangen.